# La carrera de Suzanne (película de 1963)
La carrera de Suzanne (en francés: La Carrière de Suzanne) es una comedia dramática francesa escrita y dirigida por Éric Rohmer y estrenada en 1963. Es la segunda entrega de la serie Seis cuentos morales. Un coqueto Guillaume seduce a una mujer llamada Suzanne, lo que se vuelve problemático para su amistad con el tímido Bertrand, especialmente cuando la relación entre Guillaume y Suzanne se tensa. 

## Trama
La película se desarrolla en una época convulsa de Europa, y en particular en Francia, debido a la Guerra Fría entre las potencias mundiales y la Guerra de Argelia, una guerra poscolonial. Dos estudiantes en París, Bertrand (el narrador en primera persona que nos cuenta esta historia), joven y tímido estudiante de farmacia y el impetuoso Guillaume, que tiene algo de mujeriego; ambos se encuentran con la independiente y elocuente Suzanne en un café. Ella tiene un trabajo estable y es bastante independiente, vive sola y hace lo que le place. Guillaume utiliza su ingenio y encanto para coquetear con ella y seducirla. Rápidamente sucumbe a sus groseros encantos, y tras acostarse con ella, se desentiende de Suzanne, aunque continúa una relación distante.
Bertrand, por su parte, cree que Suzanne no debe tener gran aprecio por sís misma, aunque guarda silencio y sigue el juego a las payasadas de Guillaume. En un esfuerzo por recuperar la atención de Guillaume, Suzanne parece echar los tejos a Bertrand y gasta el poco dinero que tiene. Bertrand termina despreciándola aún más, en especial cuando ella termina con sus ahorros. En todo momento, Bertrand está enamorado de una amiga irlandesa, Sophie, de belleza más convencional, quien defiende vigorosamente a Suzanne de las críticas de Bertrand. Después de una fiesta, Suzanne no tiene dinero para llegar a casa, por lo que Bertrand, de mala gana, le dice que puede dormir en su habitación. Al día siguiente, cuando regresa a su habitación, descubre que le falta dinero. Bertrand culpa a Suzanne, a pesar de que tanto Suzanne como Guillaume tuvieron la oportunidad de coger el dinero, pero Sophie cree que es más probable que Guillaume lo haya robado antes.
Un año más tarde, cuando Bertrand está nadando con Sophie, ven a Suzanne con su nuevo prometido, que es guapo y acomodado. La pareja es feliz, mientras que Bertrand, por su parte, nos dice que su relación con Sophie está a punto de terminar. El joven admite ahora que había juzgado mal a Suzanne y que, ya sea a propósito o no, ella ganó la apuesta.

## Reparto
- Catherine Sée : Suzanne Hocquetot
- Christian Charrière : Guillaume Peuch-Drumond
- Philippe Beuzen : Bertrand, el narrador.
- Diane Wilkinson : Sophie
- Jean-Claude Biette : Jean-Louis
- Patrick Bauchau : Frank
- Pierre Cottrell : invitado a la fiesta
- Jean-Louis Comolli : invitado a la fiesta